# Lista de turnês e concertos de Rebeldes

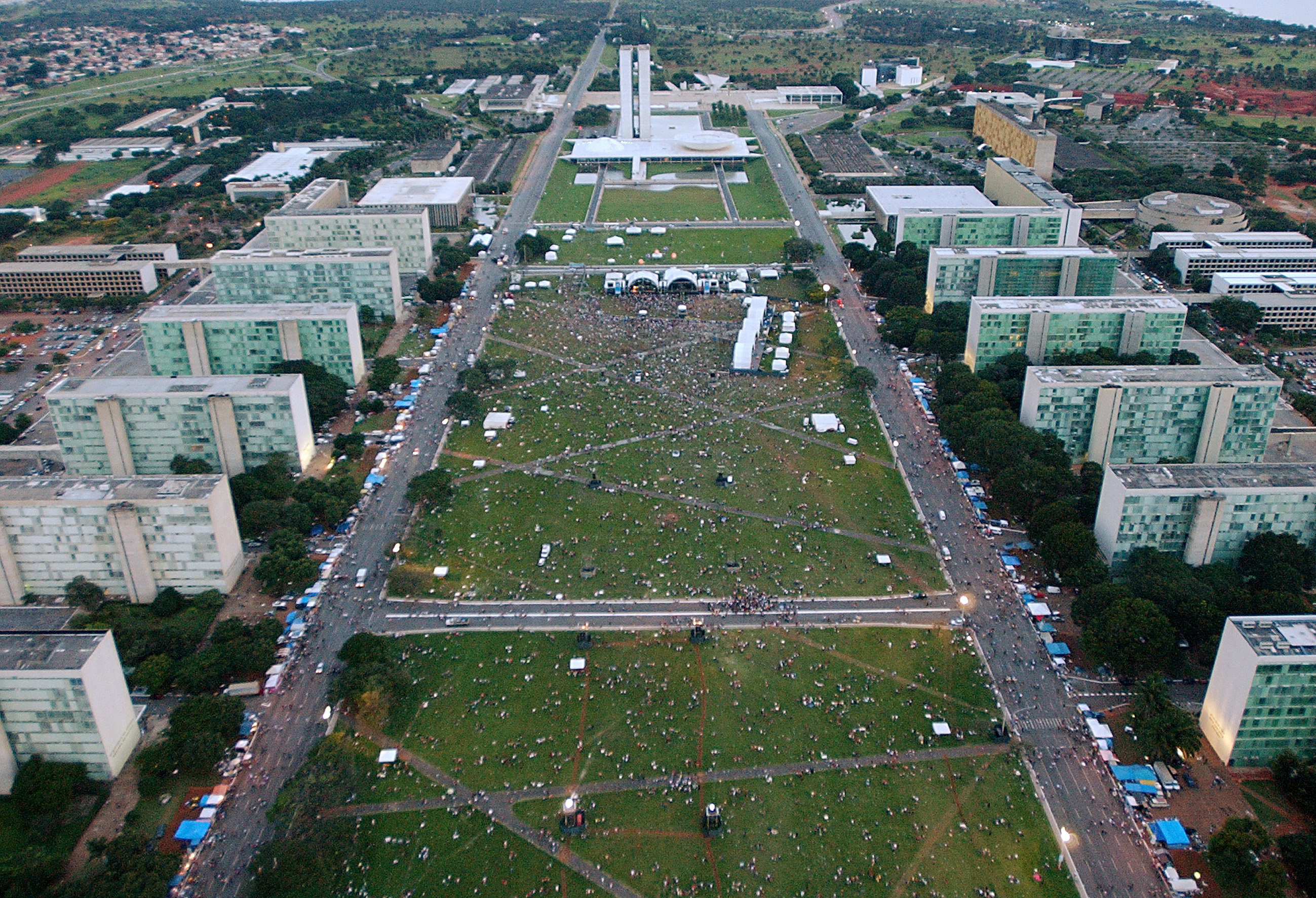
Esplanada dos Ministérios, local em que os Rebeldes fizeram apresentação histórica para 80 mil pessoas.

O grupo musical brasileiro Rebeldes se apresentou em duas turnês, três festivais de música e 11 programas de televisão.
Eles começaram divulgando seu primeiro álbum de estúdio homônimo, Rebeldes, de 2011 a 2012, através do Festival NoCapricho de 2011 e sua turnê de estreia, Nada Pode Nos Parar. Durante a turnê, eles passaram por diversos estados brasileiros com 63 apresentações, sendo a mais longa do grupo. O grupo também foi a diversos programas de televisão, como Programa do Gugu e Legendários para divulgar seus discos.
Ainda em 2012, o grupo anunciou seu fim e divulgaram seu segundo e último álbum de estúdio, Meu Jeito, Seu Jeito, indo ao Festival NoCapricho de 2012, programas de televisão e embarcando em sua Turnê de Despedida – Rebeldes para Sempre, até 2013. A última apresentação do grupo aconteceu em 4 de maio de 2013.

## Nada Pode Nos Parar

### Repertório
1. "Rebelde para Sempre"
2. "Do Jeito Que Eu Sou"
3. "Tchau pra Você"
4. "Ponto Fraco"
5. "Quando Estou do Seu Lado"
6. "Você É o Melhor pra Mim"
7. "Depois da Chuva"
8. "O Amor Está em Jogo"
9. "Como um Rockstar"
10. "Juntos Até o Fim"
11. "Livre pra Viver"
12. "Um Dia de Cada Vez"
13. "Outra Frequência"
14. "Born This Way" (solo de Sophia Abrahão) (cover de Lady Gaga)
15. "Last Nite" (solo de Chay Suede) (cover de The Strokes)
16. "Rap Rebeldes" (solo de Micael Borges)
17. "Firework" (solo de Lua Blanco) (cover de Katy Perry)
18. "Toda Forma de Amor" (solo de Arthur Aguiar) (cover de Lulu Santos)
19. "Loca" (solo de Mel Fronckowiak) (cover de Shakira)
20. "Rebelde para Sempre" (remix)

## Turnê de Despedida – Rebeldes para Sempre

### Repertório
1. "Rebelde para Sempre"
2. "Liberdade Consciente"
3. "Do Jeito Que Eu Sou"
4. "Tchau pra Você"
5. "Falando Sozinho"
6. "Só Amanhã"
7. "Recomeço"
8. "Começo, Meio e Fim"
9. "Certos Dias"
10. "Depois da Chuva"
11. "Nada Pode Nos Parar"
12. "O Amor Está em Jogo"
13. "Como um Rockstar"
14. "Juntos Até o Fim"
15. "A Voz das Estrelas"
16. "Um Dia de Cada Vez"
17. "Na Mesma Frequência"
18. "Meu Jeito, Seu Jeito"
19. "Tá em Casa"
20. "Rebelde para Sempre" (remix)
21. "Funk do Google"

## Apresentações promocionais
| Data                    | Evento                   | País   | Canção |
| ----------------------- | ------------------------ | ------ | --- |
| 14 de julho de 2011     | Ídolos                   | Brasil | "Rebelde para Sempre" " Do Jeito Que Eu Sou " |
| 29 de outubro de 2011   | Festival NoCapricho 2011 | Brasil | "Rebelde para Sempre" "Do Jeito Que Eu Sou" "Tchau pra Você" "Ponto Fraco" "Quando Estou do Seu Lado" "Você É o Melhor pra Mim" "O Amor Está em Jogo" "Como um Rockstar" "Livre pra Viver" "Outra Frequência" "Rebelde para Sempre (bis)"                                          |
| 6 de novembro de 2011   | Programa do Gugu         | Brasil | "Rebelde para Sempre" "Do Jeito Que Eu Sou" |
| 16 de dezembro de 2011  | Hoje em Dia              | Brasil | "Rebelde para Sempre" "Do Jeito Que Eu Sou" |
| 24 de dezembro de 2011  | O Melhor do Brasil       | Brasil | "Rebelde para Sempre" "Do Jeito Que Eu Sou" "Como um Rockstar" |
| 11 de fevereiro de 2012 | Legendários              | Brasil | "Rebelde para Sempre" "Do Jeito Que Eu Sou" |
| 3 de março de 2012      | Rio Verão Festival 2012  | Brasil | "Rebelde para Sempre" "Do Jeito Que Eu Sou" "Tchau pra Você" "Ponto Fraco" "Quando Estou do Seu Lado" "Você É o Melhor pra Mim" "Depois da Chuva" "O Amor Está em Jogo" "Como um Rockstar" "Livre pra Viver" "Outra Frequência" "Rebelde para Sempre (bis)" "Funk do Google" [ 1 ] |
| 11 de março de 2012     | Tudo É Possível          | Brasil | "Rebelde para Sempre" "Do Jeito Que Eu Sou" "O Amor Está em Jogo" "Quando Estou do Seu Lado" |
| 18 de agosto de 2012    | O Melhor do Brasil       | Brasil | "Rebelde para Sempre" "Nada Pode Nos Parar" [ a 1 ] |
| 23 de setembro de 2012  | Programa do Gugu         | Brasil | "Rebelde para Sempre" "Liberdade Consciente" |
| 26 de setembro de 2012  | Ídolos Kids              | Brasil | "Rebelde para Sempre" "Nada Pode Nos Parar" [ a 2 ] |
| 29 de setembro de 2012  | Festival NoCapricho 2012 | Brasil | "Rebelde para Sempre" "Liberdade Consciente" "Do Jeito Que Eu Sou" "Só Amanhã" "Recomeço" "Começo, Meio e Fim" "Certos Dias" "Nada Pode Nos Parar" "Como um Rockstar" "A Voz das Estrelas" "Tá em Casa" "Rebelde para Sempre (bis)"                                                |
| 12 de dezembro de 2012  | Ídolos Kids              | Brasil | "Liberdade Consciente" |
| 18 de janeiro de 2013   | Programa da Tarde        | Brasil | "Liberdade Consciente" "Nada Pode Nos Parar" |